# Mohammed Safan
A.S. Mohammed Safan (* 6. Februar 1998) ist ein sri-lankischer Leichtathlet, der sich auf den Sprint spezialisiert hat.

## Sportliche Laufbahn
Erste internationale Erfahrungen sammelte Mohammed Safan bei den Militärweltspielen 2019 in Wuhan, bei denen er im 200-Meter-Lauf mit 23,51 s im Halbfinale ausschied und mit der sri-lankischen 4-mal-100-Meter-Staffel in 40,06 s den sechsten Platz im Finale belegte. Anfang Dezember wurde er bei den Südasienspielen in Kathmandu in 22,29 s Achter.
2018 wurde Safan sri-lankischer Meister im 200-Meter-Lauf.

## Persönliche Bestleistungen
- 100 Meter: 10,52 s (+0,9 m/s), 22. März 2019 in Colombo
- 200 Meter: 21,34 s (+1,2 m/s), 5. August 2018 in Colombo